# Gammelfarmors chiffonjé
Gammelfarmors chiffonjé var SR:s julkalender 1979. I rollerna syntes bland annat Isa Quensel som gammelfarmor och Lena Marcusson som Filippa. Lena Willemark skrev musiken.

## Handling
83-åriga änkan Maria Beata Josefina bor på ålderdomshemmet, och är gammelfarmor till barnen Anders, Filippa, Hilda och bebisen Beata. Hon har aldrig tyckt om namnet Beata, som hon fått efter sin farmor som avled 1902.
Den första Beata fick en chiffonjé i brudgåva av sin man Magnus. Denna har gammelfarmor ärvt, och i den hon har de saker som väcker hennes minnen. Chiffonjén har 24 lådor, och i varje låda finns något annat som påminner henne om händelser hon varit med om, till exempel ett fotografi, en broderad duk.

## Papperskalender
Årets papperskalender ritades av Folke Nordlinder och föreställer gammelfarmors chiffonjé. 22 av luckorna ligger på chiffonjéns olika lådor medan lucka 23 ligger på en ask på chiffonjén och lucka 22 på en spegel som står på asken. Runt om spegeln och asken står diverse familjeporträtt och till vänster om chiffonjén står en julbock och till höger finns en kalender som räknar ner till julafton.

### Fotnoter
1. ↑  ”Svensk mediedatabas”. http://smdb.kb.se/catalog/search?q=%22Gammelfarmors+chiffonj%C3%A9+%22+typ%3Aradio&sort=OLDEST. Läst 5 april 2011.
2. 1 2 3  Stenudd, Solveig (2004). Teskedsgumman, Pettson, Pelle Svanslös och alla de andra : julkalendern i radio och TV genom tiderna (Ny, utök. version). Sveriges television (SVT). sid. 62-63. ISBN 91-975013-0-1. OCLC 186559284. https://www.worldcat.org/oclc/186559284. Läst 13 juli 2023
3. ↑  ”1979, Gammelfarmors chiffonjé”. Sveriges Radio. http://sverigesradio.se/barn/julkalendrar/1979.stm. Läst 30 augusti 2015.